# A Design For Life
«A Design for Life» es una canción perteneciente al cuarto álbum Everything Must Go de la banda galesa Manic Street Preachers lanzado en 1996. Fue el primer sencillo de ese álbum.
El título fue inspirado por el EP de Joy Division "An Ideal for Living". La frase que inicia la canción, "Libraries gave us power" ("Las bibliotecas nos dieron el poder"), fue influenciada por la leyenda que se encontraba sobre la entrada de una biblioteca pública en Newport, cerca del lugar de origen de la banda, Blackwood. Esta leyenda indicaba "Knowledge is Power" ("Conocimiento es poder") mientras que la frase "then work came and made us free" ("luego vino el trabajo y nos volvió libres") hace referencia al eslogan de las puertas de los campos de concentración nazis "Arbeit macht frei" ("el trabajo libera"). Esta última fue tenida en cuenta en "The Intense Humming of Evil", tema incluido en su anterior álbum, The Holy Bible. "A Design for Life" alcanzó el puesto #2 en los charts británicos y fue el primero de cinco sencillos consecutivos en llegar a los diez primeros puestos.
La canción también aborda temas como el conflicto entre clases y la identidad y solidaridad de la clase obrera, inspirados por la fuerte tendencia socialista de la banda. El vídeo incluye imágenes de caza de zorros y el Royal Ascot para representar lo que la banda ve como privilegios clasistas.
El sencillo también incluyó "Mr. Carbohydrate", "Dead Passive" y "Dead Trees and Traffic Islands", mientras que el casete contenía una versión en vivo de "Bright Eyes", cover del tema de Art Garfunkel.
Fue la primera canción escrita y lanzada por la banda luego de la misteriosa desaparición del guitarrista rítmico y letrista Richey James Edwards. Está incluida en la compilación Forever Delayed, que contiene los grandes éxitos de la banda.

## Cita
En el libro que incluye el CD los Manic Street Preachers adjuntan una cita, en este caso de Antonio Gaudi:

"La creación continúa incesantemente a través de los medios del hombre. Pero el hombre no crea... descubre. Aquel que observe las leyes de la naturaleza buscando apoyo para sus nuevos trabajos colabora con el creador. Los copiones no colaboran. Por esto, la originalidad consiste en volver al origen".
Antonio Gaudi

## Lista de canciones

### CD1
1. «A Design for Life» - 4:19
2. «Mr Carbohydrate» - 4:13
3. «Dead Passive» - 3:19
4. «Dead Trees and Traffic Islands» - 3:43

### CD2
1. «A Design for Life»
2. «A Design for Life» (Versión de Stealth Sonic Orchestra)
3. «A Design for Life» (Instrumental de Stealth Sonic Orchestra)
4. «Faster» (Chemical Brothers Vocal Mix)

### Casete
1. «A Design for Life»
2. «Bright Eyes» (vivo) (canción versionada; original por Art Garfunkel)

- Datos: Q2239765